# Robert Perkowski
Robert Perkowski (ur. 23 stycznia 1977 w Siemiatyczach) – polski samorządowiec, menedżer, doktor nauk ekonomicznych. 

## Życiorys
Ukończył dwa kierunki studiów wyższych: Zarządzanie i Marketing oraz Finanse i Bankowość w Wyższej Szkole Businessu i Administracji w Warszawie (PWSBiA) w 2000 r. Po uzyskaniu tytułu magistra odbył półroczny straż zagraniczny przy kanadyjskim Queen’s University (2001). W 2002 r. zrealizował studia podyplomowe traktujące  o analityce zarządzania w Instytucie Organizacji i Zarządzania w Przemyśle ORGMASZ. 
W 2003 r. Instytut Nauk Ekonomicznych PAN nadał mu stopień doktora nauk ekonomicznych za rozprawę pt. „Wpływ wirtualizacji na konkurencyjność małych i średnich przedsiębiorstw w Polsce”. Jego promotorem był Aleksander Jakimowicz. 
Specjalizuje się  digitalizacji i modernizacji procesów zarządzania. Był członkiem zespołu Wacława Szymanowskiego w Szkole Głównej Gospodarstwa Wiejskiego w Warszawie. 
W latach 1998–2002 radny miasta Ząbki, w latach 2002–2006 radny powiatu wołomińskiego. W 2006 r., z poparciem PiS i LPR, został burmistrzem miasta Ząbki i pełnił tę funkcję do 2018 r. W 2017 r. został prezesem Związku Samorządów Polskich, w latach 2018–2020 radny powiatu wołomińskiego i przewodniczący Rady Powiatu Wołomińskiego. W latach 2019–2022 wiceprezes zarządu PGNiG ds. operacyjnych, a od 2020 r. prezes zarządu Izby Gospodarczej Gazownictwa. W latach 2022–2024 członek zarządu PKN Orlen.
Powoływany na przewodniczącego rad nadzorczych konsorcjum Krajowa Grupa Spożywcza S.A. (2018–2024), oraz Polski Gaz TUW (od 2021 r.), na członka rady nadzorczej INOVA Centrum Innowacji Technicznych Sp. z o.o. (2019), czy na członka rady Polskiej Fundacji Narodowej (2020–2021).
W wyborach parlamentarnych w 2023 bez powodzenia ubiegał się o mandat poselski z listy PiS. W 2024 został wybrany radnym sejmiku mazowieckiego.

## Życie prywatne
Zawarł związek małżeński z Katarzyną Perkowską. Mają troje dzieci.

## Odznaczenia i wyróżnienia
- Medal Stulecia Odzyskanej Niepodległości – 2022[15]
- Złoty Krzyż Zasługi – 2018[16]
- Srebrna Odznaka „Za Zasługi dla Sportu” – 2012[17]
- Brązowy Medal za Zasługi dla Policji – 2016[18]
- Brązowa Odznaka „Za zasługi w pracy penitencjarnej” – 2017
- Odznaka Honorowa za Zasługi dla Samorządu Terytorialnego – 2017[19]
- Medal Komisji Edukacji Narodowej – 2017[20]
- odznakę honorową „Za Zasługi dla Związku Kombatantów RP i Byłych Więźniów Politycznych” – 2009
- wyróżnienie "Honorowy Złoty Inżynier" przyznaną przez Federacja Stowarzyszeń Naukowo-Technicznych NOT[21]

## Publikacje
Współautor kilkunastu publikacji naukowych, m.in.:
- Cykl życia i efektywność przedsiębiorstw wirtualnych na podstawie badań, (2010), w: „Monografie i Opracowania nr 570 Współczesne aspekty informacji. T. 2”, Warszawa: Oficyna Wydawnicza SGH.
- Budowa modelu wirtualnego przedsiębiorstwa na podstawie badań, (2006), w: „Zarządzanie przedsiębiorstwem w warunkach konkurencji determinanty konkurencyjności przedsiębiorstw – cz. ½”, red. M. Juchniewicz, Olsztyn: Wydawnictwo UWM.
- Wirtualizacja działalności małych i średnich przedsiębiorstw, (2005), w: „Ekonomika i Organizacja Przedsiębiorstwa”, Warszawa: wydawnictwo Instytut Organizacji i Zarządzania w Przemyśle ORGMASZ, 12, s. 41–51.
- Wirtualizacja jako metoda poprawy konkurencyjności małych i średnich przedsiębiorstw w Polsce, (2005), w: „Informacja w społeczeństwie XXI wieku”, red. M. Rószkiewicz, E. Wędrowska, Warszawa: Oficyna Wydawnicza SGH.
- Strategia marketingowa dla małych i średnich przedsiębiorstw działających w środowisku wirtualnym, (2004), w: „Informacja w społeczeństwie XXI wieku”, Olsztyn: Wydawnictwo UWM.
- inne